# Sobelair
Sobelair was de oudste chartermaatschappij van België. Het bedrijf werd opgericht voor een luchtvaartverbinding tussen België en Belgisch-Congo. Later werd Sobelair een chartermaatschappij die vloog op meer dan 70 bestemmingen. Sobelair werd in januari 2004 failliet verklaard. Er werkten 450 mensen.
Sobelair werd in 1946 opgericht onder de naam Société Belge des Transports Aériens. De maatschappij vloog aanvankelijk met tot passagiersvliegtuigen omgebouwde Douglas C-47-toestellen uit de Tweede Wereldoorlog. In de loop van de jaren vijftig werden daarnaast toestellen gehuurd van Sabena. De onafhankelijkheid van Belgisch Congo in 1960 kostte de maatschappij veel klandizie en maakte een heroriëntatie noodzakelijk. In de loop van de jaren zestig kwam een samenwerkingsverband met Sabena tot stand. Sobelair ging de minder rendabele vluchten van Sabena uitvoeren.
Toen rond 1970 het vliegchartertoerisme opkwam, richtte Sobelair zich op de chartermarkt. Hiertoe werden vijf Caravelles aangeschaft en een Boeing 707. Eind jaren 70 stapte Sobelair over op de Boeing 737. Begin jaren 80 zakte de chartermarkt in en raakte Sobelair in grote problemen, maar de maatschappij wist deze te overwinnen en leasede vanaf 1994 enkele Boeing 767-toestellen, waarmee lange afstandsvluchten naar de Caraïbische eilanden werden uitgevoerd. De Boeing 737-vloot, waarmee op bestemmingen in de Middellandse Zee en op de Canarische Eilanden werd gevlogen, werd geheel vernieuwd en er werden twee stuks Airbus A300 geleased.
Eind jaren 90 raakte de maatschappij in opspraak toen managers en piloten werden veroordeeld wegens het vervalsen van vliegstaten om het aantal veiligheidscontroles en onderhoudsbeurten te verminderen.
In 2003 verloor Sobelair enkele grote klanten. Sobelair kampte toen al met ernstige financiële problemen. Het bedrijf had 15 miljoen euro schuld aan het voormalige Sabena en de vluchten die Sobelair voor Dutch Caribbean Airlines uitvoerde leverden per jaar 5 miljoen euro verlies op – de onderhandelaars zouden niet hebben geweten dat een Antilliaanse gulden veel meer waard was dan een Nederlandse gulden. De werknemers gingen tot tweemaal toe akkoord met een verlaging van hun salaris. Eigenaar Aldo Vastapane probeerde 10 miljoen euro te lenen, maar dat lukte niet. Op 6 januari 2004 besloot Sobelair surseance van betaling aan te vragen. De Brusselse rechtbank van koophandel verklaarde Sobelair op 19 januari 2004 failliet.